# یافا کرونکا
یافا کرونکا (انگلیسی: Jaffa Crvenka) شرکت صنایع غذایی صربستانی است، که در سال ۱۹۸۹ تأسیس شد.